# 1902 v dopravě
Tento článek obsahuje seznam událostí souvisejících s dopravou, které proběhly roku 1902.

## Události
- 18. leden

 Komise pro stavbu Panamského průplavu rozhodla, že trasa průplavu povede přes Panamu, a ne přes Nikaraguu, jak zněly původní návrhy.
- 15. únor

 Byla otevřena berlínská nadzemní a podzemní dráha.
- 12. května

 V Mariánských Lázních byl zahájen provoz elektrické tramvaje.
- 1. červenec

 Zahájen provoz na Tanvaldské ozubnicové dráze.
- 20. červenec

 Německý parník Primus se po srážce potopil: 109 cestujících utonulo.
- 25. srpen

 Podle zpráv tisku začal pravidelný provoz na Transsibiřské magistrále; cesta z Moskvy do Vladivostoku trvala 20 dní.
- 7. září

 Slavnostní zahájení provozu na železniční trati Telč – Dačice – Slavonice.
- 6. říjen

 V Rhodesii byla dokončena železniční trať z Bulawaya do Salisbury.